# 1425
Năm 1425 là một năm trong lịch Julius.

## Mất
- 18 tháng 1 - Edmund Mortimer, bá tước thứ năm của March, nhà chính trị Anh (sinh 1391)
- 27 tháng 2 - Vasili I của Nga, Đại hoàng thân Moskva (sinh 1371)
- 17 tháng 3 - Ashikaga Yoshikazu, shogun Nhật Bản (sinh 1407)
- 24 tháng 5 - Murdoch Stewart, Công tước thứ hai của Albany, chính trị gia người Scotland (sinh 1362)
- 29 tháng 5 - Hoàng đế Minh Nhân Tông Trung Hoa (sinh 1378)
- 21 tháng 7 - Manuel II Palaeologus, [hoàng [Byzantine]] (sinh 1350)
- 8 tháng 9 - Vua Charles III của Navarra (sinh 1361)
- Ngày chưa biết:
  - Lady Elizabeth FitzAlan (sinh 1366)
  - Madhava của Sangamagrama, nhà toán học Ấn Độ (sinh 1350)
  - Yi Jong Mu, tướng Triều Tiên (sinh 1360)
  - Parameshvara, nhà toán học Ấn Độ (sinh 1360)